# Richard Herrnstein
Richard Julius Herrnstein  (* 20. Mai 1930 in New York; † 13. September 1994) war ein amerikanischer Psychologe.

## Leben
Herrnstein war das Kind ungarisch-jüdischer Einwanderer und interessierte sich zunächst für klassische Musik. Er studierte daher an der Music and Art High School in New York und erhielt 1952 einen Bachelor of Arts. Während der Zeit kam er jedoch mehr und mehr mit der Experimentellen Psychologie in Kontakt und wechselte 1952 an die Harvard University, um Psychologie zu studieren. In Harvard schloss er sich der behavioristischen Forschergruppe um B. F. Skinner an und wurde einer seiner  bedeutendsten Schüler. 1974 wurde Herrnstein Skinners Nachfolger als A. Edgar Pierce Professor für Psychologie in Harvard. 20 Jahre später starb er nach kurzem Leiden an Lungenkrebs. 1977 war er zum Mitglied der American Academy of Arts and Sciences ernannt worden.

## Forschungsbeiträge
Herrnsteins wichtigster Beitrag zur behavioristisch orientierten Psychologie war die Beschreibung des Matching Laws, erstmals 1961. Dieses auch als „Gesetz des relativen Effekts“ bekannte Lerngesetz ist eine Erweiterung des Effektgesetz von Edward Lee Thorndike und beschreibt das Verhalten eines Organismus gegenüber einer Verstärkungsquelle unter Berücksichtigung der Verstärkungen, die der Organismus von anderen Verstärkungsquellen erhält. Das Gesetz des relativen Effekts besagt, dass die relative Häufigkeit eines Verhaltens auch von den Konsequenzen gleichzeitig verfügbarer alternativen Verhaltensweisen abhängt. Die Verhaltenshäufigkeit ist damit eine Funktion der subjektiven Qualität eines Verstärkers. Individuen teilen ihre Präferenzen häufig auf und wählen aus Gründen der Neugier oder Sättigung (variety seeking, der Suche nach Abwechslung) die weniger präferierte Alternative (Bezüge zum Kaufrisiko). Wenn man z. B. als Lieblingsspeise „Wiener Schnitzel“ hat, wird man es dennoch nicht jeden Tag essen wollen, sondern auch mal Brot oder einen Hamburger.
Herrnstein arbeitete in der Folgezeit das Matching Law zu einer Theorie, der „Matching-Theorie“, aus, mit der er versuchte, sämtliche Verhaltensweisen von Organismen zu beschreiben. Das Matching Law wurde zu einem der bedeutendsten Verhaltensbeschreibungen innerhalb der behavioristischen Psychologie und auf viele verschiedene Bereiche des menschlichen Verhaltens angewendet, unter anderem Suchtverhalten, ökonomisches Verhalten, aber auch Basketball- und Footballspielen.
Ein weiterer Schwerpunkt von Herrnsteins Forschungsarbeit lag auf dem Gebiet der Intelligenzforschung. Herrnstein vertrat die Ansicht, dass die Bedeutung genetischer Unterschiede der Intelligenz in einer Welt zunehmender Chancenfreiheit immer größer werde. Dieser und andere seiner Standpunkte, die er zuletzt in seinem 1994 zusammen mit Charles Murray publizierten Buch The Bell Curve (dt. Die Glockenkurve) vertrat, führten immer wieder zu kontroversen Diskussionen, in denen Herrnstein unter anderem Rassismus vorgeworfen wurde.

## Werke
- The Bell Curve: Intelligence and Class Structure in American Life (1994)
- The Matching Law: Papers in Psychology and Economics (1997, postume Sammlung von Herrnsteins wichtigsten Aufsätzen zum Matching Law)